# Aleksandra Shchekóldina
Aleksandra Shchekóldina –en ruso, Александра Щеколдина– (11 de julio de 2002) es una deportista rusa que compite en gimnasia artística. Ganó una medalla de plata en el Campeonato Mundial de Gimnasia Artística de 2019, en el concurso por equipos.

## Palmarés internacional
| Campeonato Mundial | Campeonato Mundial   | Campeonato Mundial | Campeonato Mundial   |
| Año                | Lugar                | Medalla            | Prueba               |
| ------------------ | -------------------- | ------------------ | -------------------- |
| 2019               | Stuttgart (Alemania) | Medalla de plata   | Concurso por equipos |